# Warhammer 40,000: Space Marine
Warhammer 40,000: Space Marine – gra akcji TPP stworzona przez firmę Relic Entertainment i wydana przez THQ. W Polsce została wydana przez CD Projekt. Jej premiera na PC odbyła się 6 września 2011 roku w USA i 3 dni później w Europie. Gra oparta jest na licencji figurkowej gry strategicznej – Warhammer 40,000. Twórcy chcieli stworzyć dwie kontynuacje, jednak obie zostały anulowane. W 2024 wydano Space Marine 2.

## Rozgrywka
Warhammer 40,000: Space Marine jest grą akcji widzianą z  perspektywy trzeciej osoby. Gracz steruje kapitanem Titusem, członkiem zakonu Ultramarines, który potrafi posługiwać się zarówno bronią białą, jak i dystansową. W trybie wieloosobowym dostępny jest edytor postaci, pozwalający na zmianę wyglądu głównej postaci. W trakcie rozgrywki z innymi osobami możliwe jest odblokowywanie kolejnych przedmiotów.

## Produkcja
Pierwsze zrzuty ekranu z gry zostały zaprezentowane w lutym 2010. Gra wykorzystuje Phoenix Engine – silnik gry wyprodukowany przez firmę Relic Entertainment na podstawie silnika użytego w grze Darksiders. Wersja demonstracyjna została wydana w sierpniu 2011. Poza standardową wersją wydano także edycję kolekcjonerską, w której znajduje się między innymi artbook, karty czy płyta ze ścieżką dźwiękową. W planach były dwie kontynuacje, jednak nie zostały one zrealizowane z powodu upadłości firmy THQ.

## Odbiór
Warhammer 40,000: Space Marine zebrało zróżnicowane oceny wśród krytyków dostając 70/100 punktów w serwisie Metacritic. Maciej Kozłowski z serwisu Gry-Online pochwalił grę za klimat uniwersum Warhammera 40,000. Pozytywnie ocenił też walkę opisując ją jako pełnokrwistą i wciągającą. Negatywnie ocenił liczbę map w trybie wieloosobowym i brak trybu współpracy. Anthony Gallegos z IGN negatywnie ocenił zbyt częste przerywniki filmowe i nudne fragmenty, w których gracz nie musi walczyć. Podsumował swoją recenzję słowami „Może to nie jest najlepsza albo najbardziej innowacyjna gra akcji, ale jest to dobry początek dla serii i niezwykły klejnot dla fanów Warhammera”. Kevin VanOrd stwierdził, że podczas pojedynków brakuje zróżnicowania pomiędzy różnymi jednostkami wroga. Negatywnie opisał niezapadających w pamięć bohaterów i łatwe do przewidzenia zwroty fabularne.